# Suad Amiry
Suad Amiry (en arabe :سعاد العامري), née en 1951, est une écrivaine et architecte palestinienne. Elle est la fondatrice du RIWAQ, un centre consacré à la conservation du patrimoine architectural de Palestine.

## Biographie
Elle est née à Damas, de mère syrienne et de père palestinien originaire de Jaffa. Avant sa naissance, ses parents résidaient à Jérusalem Ouest d'où ils ont été expulsés par les forces israéliennes en 1948,. Elle grandit à Amman, en Jordanie, et étudie l'architecture à l'université Américaine de Beyrouth de 1970 à 1976, puis à l'université du Michigan et l'université d'Édimbourg. Elle revient à Ramallah en 1981, pour être professeur à l'université de Beir Zeit.
En 1991 elle fonde le  RIWAQ, un centre consacré au recensement, à la réhabilitation, et à la protection des bâtiments historiques palestiniens, dont elle est directrice pendant vingt ans. Suad Amiry est membre de la délégation palestinienne dans les négociations de paix israélo-palestiniennes de Washington, de 1991 à 1993. Elle occupe ensuite différentes charges au sein du Ministère palestinien de la culture. En 2006, elle est nommée vice-présidente du Conseil d'administration de l'université de Beir Zeit.
Sa vocation littéraire surgit par hasard entre 2001 et 2002, lors de l'occupation de Ramallah par l'armée israélienne pendant la seconde intifada. Des emails qu'elle envoie à ses amis, en relatant son  «quotidien de l'occupation» naît son livre Sharon and My Mother-in-Law : Ramallah Diaries. Le livre est traduit en 11 langues. C'est un succès en France, et en 2004 il remporte en Italie le prix Viareggio.
Suad Amiry réside à Ramallah depuis 1981. Elle est mariée avec Salim Tamari, écrivain et sociologue, et directeur de l'Institut des études palestiniennes.

## Livres

### Architecture
- The Palestinian Village Home, 1989

### Récits
- Sharon y mi suegra: diarios de guerra de Ramallah, Palestina, 2003
- Earthquake in April, 2003
- No hay sexo en Ramallah, 2007
- Menopausal Palestine: Women At The Edge, 2010
- Nothing to Lose But Your Life : An 18-Hour Journey With Murad, 2010

### Récit traduit en français
- Cappuccino à Ramallah [« Sharon y mi suegra: diarios de guerra de Ramallah, Palestina »] (trad. Pascal Loubet), Stock, coll. « Les Mots étrangers », 2004[2],[5],[6]